# SABOカード
SABOカードは、日本の砂防施設の広報用カード型パンフレットであり、インフラカードのひとつである。一部では砂防カードという表記がされている。　

## 概要
2016年（平成28年）に富山県の白岩堰堤含む4枚のSABOカードが配布されたことが始まりである。主に国土交通省所管の砂防事務所が発行している。関東地方では2019年（平成31年／令和元年）に栃木県で初めて発行された。
ダムカードの形式に準じており、表面は砂防施設の写真、裏面は施設の形式・諸元などが記載されている。
QRコードを読み込むことで詳細情報の記載された砂防事務所サイトを閲覧することができる。
2021年（令和3年）現在140か所以上のカードが配布されており、配布終了となっているカードも多い。
ほとんどがSABOカードと称するが、砂防事務所以外が発行している、東京都や広島県などでは砂防カードという表記で配布している。英語の砂防に対する適当な訳語が無いことから「SABO」が世界共通語になっており、カードにおいてもローマ字表記のSABOが採用されている。

## カードのある砂防施設
括弧書きはSABOカード表記・砂防カード表記を示す。
秋田県（SABOカード）
- 供養佛沢砂防堰堤
- 小先達川第1砂防堰堤
- 先達川第5砂防堰堤
- 片倉沢第1砂防堰堤
- 生保内川大暗渠砂防堰堤

山形県（SABOカード）
- 石跳川第三砂防堰堤
- 大越第四砂防堰堤
- 見附砂防堰堤
- 瀬場砂防堰堤
- 六渕砂防堰堤
- 玉川第六砂防堰堤
- 戸沢川砂防堰堤
- 舛玉砂防堰堤
- 肘折砂防堰堤
- 鹿の沢砂防堰堤
- 小六郎沢砂防堰堤
- 後川第三砂防堰堤

栃木県（SABOカード）
- 大谷川床固群
- 稲荷川第2砂防堰堤
- 足尾砂防堰堤
- 方等上流砂防堰堤

群馬県（SABOカード）
- 榛名川上流砂防堰堤
- 万座川第二砂防堰堤
- 片品上流砂防堰堤
- 橋倉川第二砂防堰堤

東京都（砂防カード）
- 塩ノ沢砂防堰堤
- 大金沢下流導流堤
- 大金沢本川堆積工
- 大宮沢溶岩導流堤
- 姉川1号砂防えん堤
- 筑穴ヶ沢3号砂防えん堤
- 川田沢2号砂防えん堤
- 西川1号ダム砂防えん堤
- 小骨ヶ洞5号砂防えん堤
- 吹上川砂防えん堤

富山県（SABOカード）
- 白岩砂防堰堤
- 本宮砂防堰堤
- 泥谷砂防堰堤群
- 立山砂防工事専用軌道

新潟県（砂防カード）
- 登川流路工
- 関の沢・フラン沢砂防堰堤
- 東竹沢砂防堰堤
- 七ツ釜下流砂防堰堤
- 上結東砂防堰堤
- 大源太川第1号砂防堰堤
- 湯沢砂防事務所
  - 小赤沢砂防堰堤群

山梨県（SABOカード）
- 栃原砂防堰堤（富士川砂防事務所）
- 大武川床固群（富士川砂防事務所）

長野県（SABOカード）
- 姫川砂防事務所
  - 犬川大日向砂防堰堤、階段状床固工 (2016)
  - 海道沢堀之内鋼製スリット2号堰堤 (2016)
  - 黒川沢里見鋼製フレーム構造堰堤 (2016)
  - 沢尻沢野平砂防堰堤 (2016)
  - 西親沢千国コンクリートブロック堰堤 (2016)
  - 西親沢若栗コンクリートスリット堰堤 (2016)
  - 浦川スーパー暗渠砂防堰堤 (2017)
  - 北股上流砂防堰堤 (2017)
  - 源太郎砂防堰堤 (2017)
  - 滝沢川滝沢コンクリートスリット堰堤 (2017)
  - 土谷川奉納鋼製セル堰堤 (2017)
  - 日かげ沢塩水高落差流路工 (2017)
  - 芦間川 芦間川流路工 (2018)
  - 久保頭沢管 管2号砂防堰堤 (2018)
  - 濁沢李平 鋼製枠堰堤 (2018)
  - 二重沢美麻二重 二重沢砂防堰堤 (2018)
  - 八代沢陸郷 八代沢流路工 (2018)
  - 大雪倉沢下里瀬 車坂砂防堰堤 (2018シークレットカード)

- 多治見砂防国道事務所
  - 滑川第1砂防堰堤 (2018)
  - 越百川第3砂防堰堤 Ver.1 (2018)
  - 梨子沢第2砂防堰堤 (2018)
  - 額付第1砂防堰堤 (2021)
  - 越百川第3砂防堰堤 Ver.2 (2021)

- 土尻川砂防事務所
  - 薬師沢石張水路工 (2019)
  - 聖砂防堰堤 (2019)
  - 山布施石張水路工 (2019)
  - 片岡砂防堰堤 (2019)
  - 茶臼山排水トンネル (2019)
  - 一倉田和砂防堰堤 (2019)

- 松本砂防事務所
  - 中股川第2号砂防堰堤 (2020)
  - 中股川第3号砂防堰堤 (2020)
  - 平川流路工 (2020)
  - 山の神砂防堰堤 (2020)
  - 釜ヶ渕堰堤 (2020)

- 犀川砂防事務所
  - 月沢砂防堰堤 (2021)
  - 蜂ヶ沢砂防学習公園 (2021)
  - 干草川砂防堰堤 (2021)
  - 大林沢砂防堰堤 (2021)
  - 東条砂防堰堤 (2021)
  - 長畑砂防堰堤 (2021)
  - 渋田見砂防堰堤 (2021)
  - 芦澤石積堰堤 (2021シークレットカード)

静岡県（SABOカード）
- 富士川砂防事務所
  - 唐沢砂防堰堤

岐阜県（SABOカード）
- 多治見砂防国道事務所
  - 深山谷第1砂防堰堤 (2017)
  - 浦山第2砂防堰堤 (2017)
  - 雲五川床固工群 (2017)
  - 山神砂防堰堤 (2017)
  - 二ヶ滝砂防堰堤 (2017)
  - 四ツ目川遊砂工 (2017)
  - 穴ヶ沢第1砂防堰堤 (2021)
  - 市之倉里山砂防事業 (2021)

- 越美山系砂防事務所
  - 貝月谷渓流保全工
  - 山の谷第１砂防堰堤
  - 高地谷第１砂防堰堤
  - 寒谷第１砂防堰堤
  - 大蔵谷第１砂防堰堤
  - 鷲巣谷第１砂防堰堤
  - 下河原谷第１砂防堰堤
  - ヌクミ谷第１砂防堰堤
  - 岡谷第１砂防堰堤

石川県（SABOカード）
白山砂防科学館にて配布している。
- 甚之助谷上流第16号砂防堰堤
- 甚之助谷砂防堰堤群
- 御鍋砂防堰堤

愛知県（砂防カード）
- 田津原川砂防ダム(1号)

広島県（砂防カード）
- 紅葉谷川庭園砂防施設（重要文化財指定記念）

愛媛県（SABOカード）
- 白猪谷堰堤
- 丁字ヶ谷第2号堰堤
- 除ケの堰堤

徳島県（SABOカード）
- 今久保谷堰堤

高知県（SABOカード）
- 汗見川堰堤
- 朝谷第2堰堤
- 影の石谷堰堤
- 中ノ川第2堰堤
- 南大王第7堰堤
- 大谷川第3号堰堤

熊本県（SABOカード）
- 阿蘇大橋地区斜面対策事業
- 四ッ江川砂防堰堤 (2021)
- 西小園川３第３砂防堰堤 (2022)
- 磐名木第２砂防堰堤 (2023)
- 三王谷川１第３砂防堰堤 (2023)
- 上の小屋川２第６砂防堰堤 (2023)
- 花原川1砂防堰堤 (2023)
- 東下田川２第２砂防堰堤 (2023)
- 西湯浦川１砂防堰堤 (2023)
- 赤瀬川1砂防堰堤 (2024)
- 三王谷川２砂防堰堤 (2024)
- 夜峰山２砂防堰堤 (2024)
- 夜峰山３砂防堰堤 (2024)